# Boxă

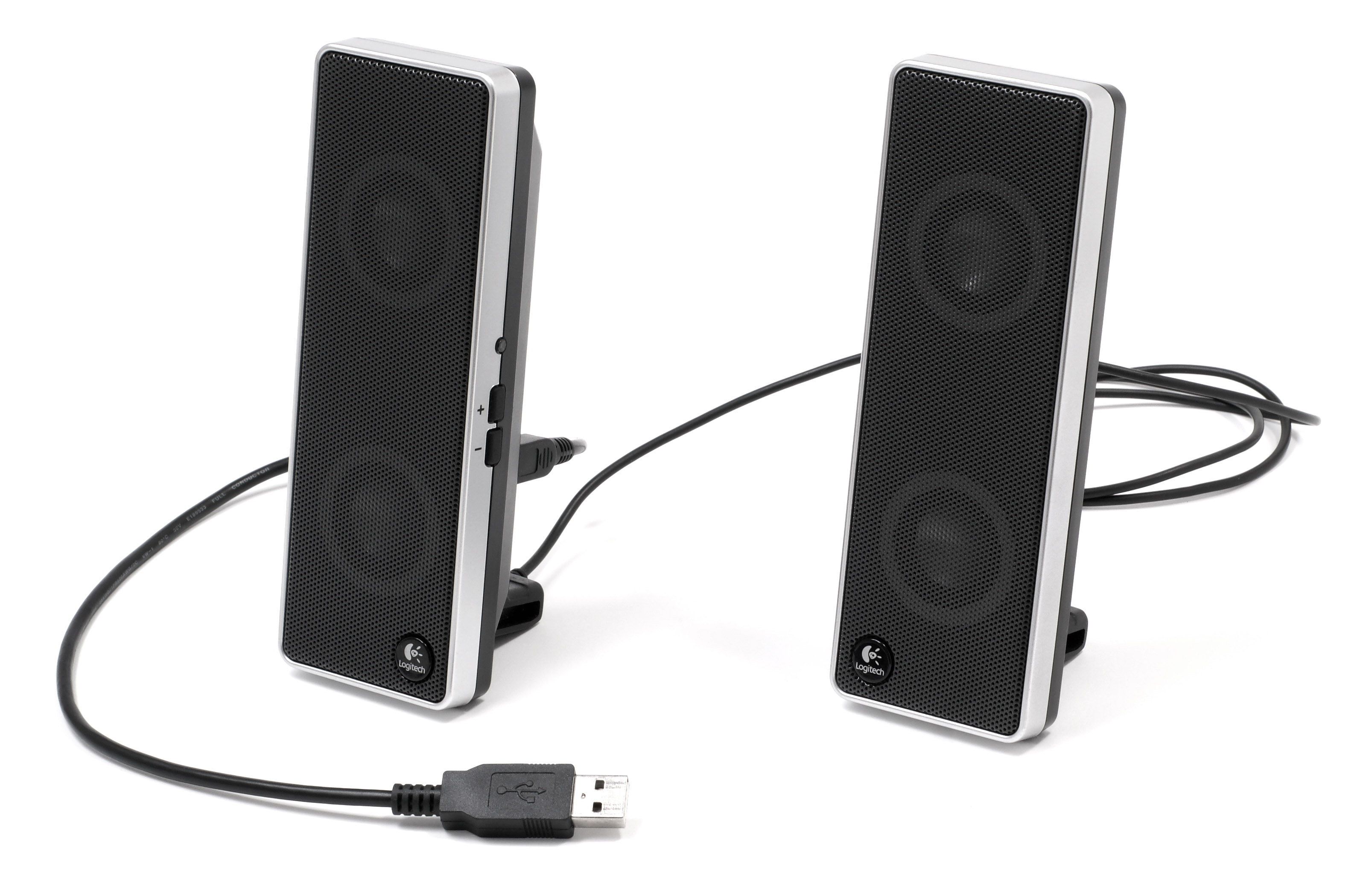
Boxe care se conectează la laptop prin cablu USB.

O boxă este un dispozitiv de ieșire cu un echipament care se poate conecta la dispozitive care pot reda conținut audio, cum ar fi calculatorul personal, CD-Playere sau telefoanele mobile. Ea poate fi activă (nu au nevoie de amplificator și pot fi conectate la orice dispozitiv care are ieșire pentru căști) sau pasivă. Boxele se găsesc în comerț în sisteme de 2.0,2.1, 4.1, 5.1 și 7.1. Au diferite dimensiuni, unele dintre ele fiind portabile.